# Francisco Ruiz Peinado
Francisco Ruiz Peinado (Melilla, 18 de mayo de 1949) es un pirograbador, pintor y restaurador español.

## Biografía
Francisco Ruiz Peinado nace en Melilla (ciudad española situada en el norte de África), en 1949. Inicia su escolarización a la edad de cinco años y con ella su vocación artística, que encuentra inspiración en la serie de los cuadernos de aventura El cachorro, creada por Juan García Iranzo y publicada por la Editorial Bruguera entre los años 1951 y 1960.
Realiza sus estudios de Maestro Industrial, en la Escuela de Formación Profesional de la ciudad de Melilla, en la que posteriormente ejercería la enseñanza.
Expone por primera vez —obras al óleo— en el año 1972, en los Salones de Exposiciones de Información y Turismo de la Ciudad de Melilla, donde, en el año 1976, obtiene el primer Premio de Artistas Noveles.
Entre 1976 y 1984, al tiempo que continúa su formación, exhibe sus obras (pintura y dibujo a plumilla) en diferentes salones locales (Delegación de Cultura, Asociación de Estudios Melillenses).
Autodidacta, se inicia en la técnica del pirograbado, en su ciudad natal, en el año 1985, a raíz de la asistencia a un curso de pirograbado impartido por el profesor Vargas Iglesias:

La curiosidad y las ganas de aprender con soltura, el hacer arte de una forma distinta a la que practicaba, en esa época (óleo, plumilla, etc.) y totalmente desconocida para mí en ese momento, fueron determinantes para comenzar a aprender esta disciplina artística.

Desde entonces ha expuesto su obra de forma continua en salones nacionales e internacionales (Marruecos, Italia, Portugal), al tiempo que compagina su labor creativa con la enseñanza de la técnica —ha publicado dos obras sobre el pirograbado—, colaborando con entidades e instituciones bien sean públicas o privadas, nacionales o internacionales, para la difusión de la disciplina.

Su obra es muy extensa y de temática variada, con predominio de imágenes protagonizadas por la condición de los lugares públicos —sobre todo de su ciudad natal—, las costumbres y la condición humana; una especie de pirograbado callejero o pirograbado urbano, que refleja evolución histórica a lo largo de varias décadas.
Como restaurador independiente ha remodelado, altruistamente, antiguas tallas policromadas religiosas, entre las que se encuentran la de San Rafael —creada en los talleres de imaginería de Olot— y la Virgen Inmaculada, ambas de  La Capilla Castrense de la Purísima Concepción de Melilla, y el Cristo crucificado y el Cristo Rey, pertenecientes a la Compañía de las Hijas de la Caridad de San Vicente de Paúl, en el Hospital de Alhucemas (Marruecos).  

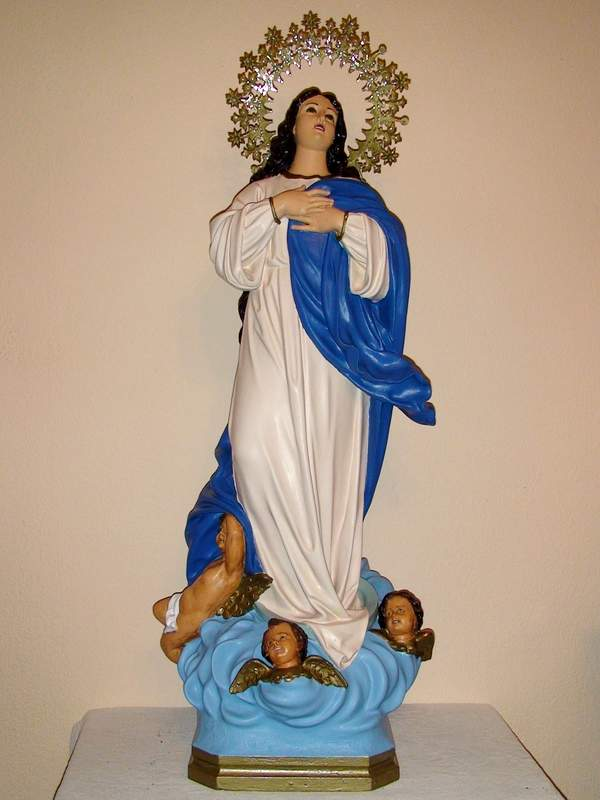
Virgen Inmaculada, restaurada por Francisco Peinado.

## Exposiciones
- 1987 Galería de Arte del Centro Cultural “Federico García Lorca”, Melilla
- 1988 Inauguración del Museo de Melilla
- 1988 Galería de Arte del Centro Cultural “Federico García Lorca”, Melilla
- 1990 Galería “Victorio Manchón”, Melilla
- 1990 Casa de la Cultura, Antequera (Málaga)
- 1992 Casa de Melilla en Málaga
- 1992 Semana Cultural Hispano- Marroquí en el Instituto español Lope de Vega, en la ciudad de Nador (Marruecos)
- 1993 Sala de Exposiciones de la Casa de Árola-Gibralfaro (Málaga)
- 1993 Museo Municipal de la ciudad de Melilla.
- 1996 Galería de arte "Victorio Manchón", Melilla.
- 1997 Galería la “PIGNA”, en la Ciudad del Vaticano, Roma Italia
- 2008 X Semana Cultural de la Universidad de Coímbra, Portugal
- 2010 "Galería Velázquez", Caja Rural de Toledo, en Toledo
- 2010 Galería Nou Barris, Barcelona
- 2016 Casino Ferrolano, Ferrol, La Coruña
- 2016 Centro Cultural de los Ejércitos, Madrid
- 2018 Melilla y su ayer. "Galería de Arte del Real Club Marítimo", Melilla[4]
- 2018 Casa de Melilla en Zaragoza (del 24 al 28 de abril), Zaragoza.[5]
- 2023 Pasado y presente de la ciudad de Melilla. "Sala de exposiciones del Real Club Marítimo", Melilla (del 8 al 16 de abril)[6]

## Libros
1993: Iniciación al pirograbado.
Manual que compendia, en 41 páginas, la técnica del pirograbado como elemento expresivo y artístico de representación de ideas y sentimientos. Detalla los componentes del equipo para el pirograbado y describe la práctica de una obra pirograbada.
2008: Arte e historia del pirograbado.
Contiene capítulos dedicados a los antecedentes remotos del pirograbado —vestigios milenarios hallados en América del Sur y África, que forman parte de la historia del arte— y antecedentes próximos —Francisco Manuel Perier que, en el siglo XIX, adaptó el termocauterio para uso como pirograbador—. Y capítulos dedicados a la práctica del pirograbado e instrumentación.

## Galería de imágenes

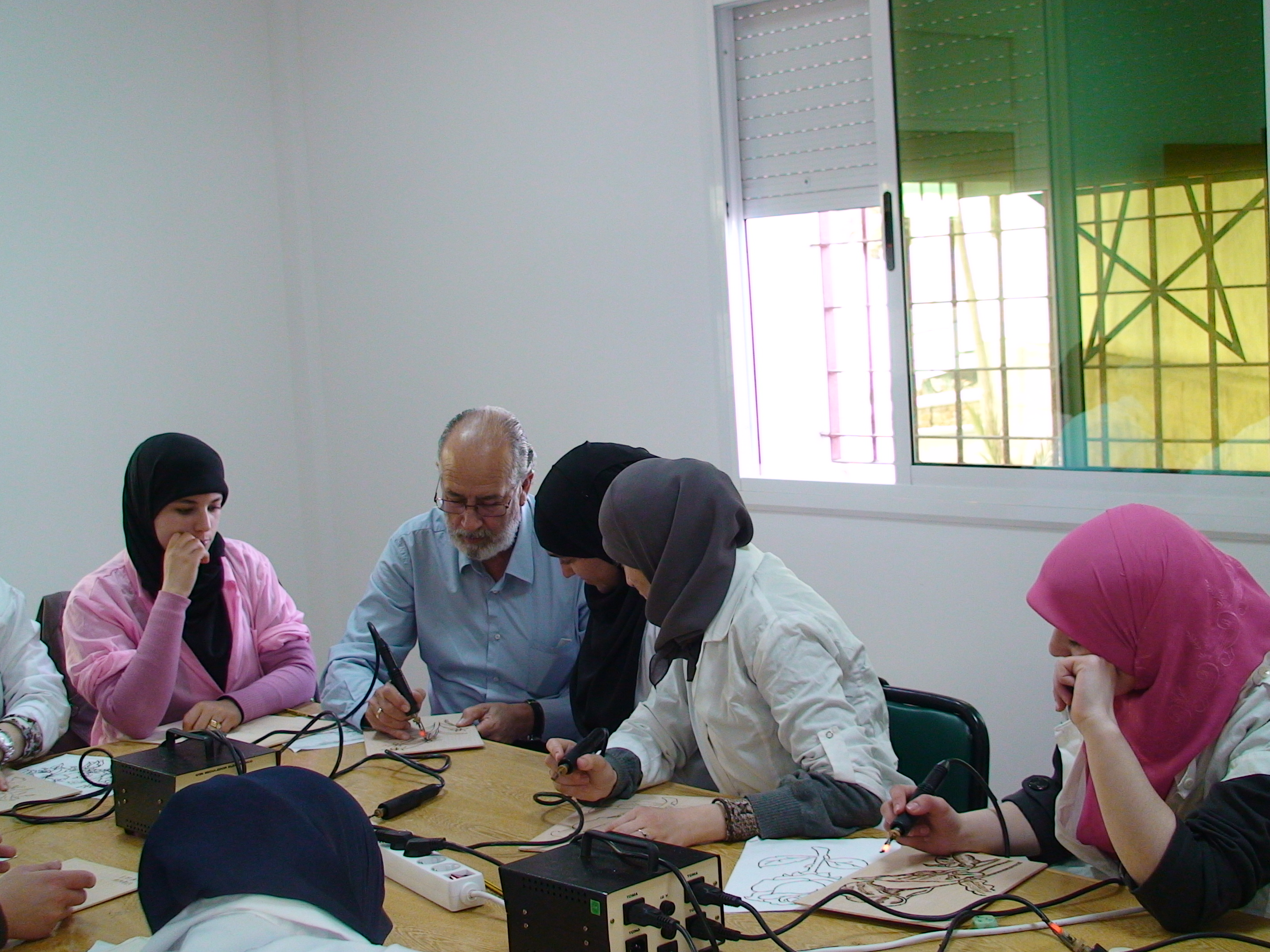
Francisco Ruiz Peinado impartiendo clases de pirograbado en Alhucemas (Marruecos).
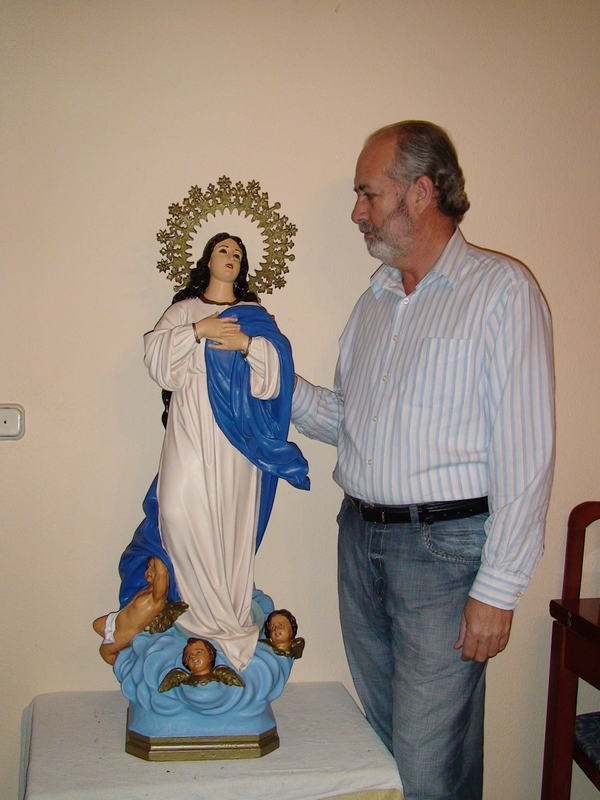
Talla de la Virgen Inmaculada (Capilla Castrense. Melilla), restaurada por Francisco Ruiz Peinado.
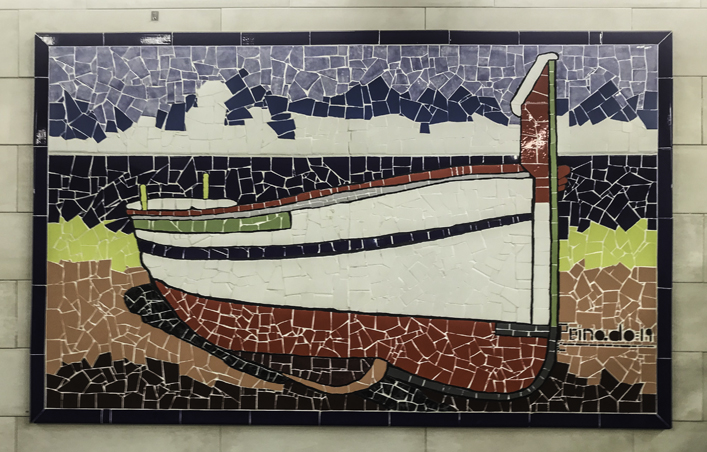
Mosaico, obra de Francisco Ruiz Peinado (Mercado del Real. Melilla).